# Sint-Antonius van Paduakerk (Košice)
De Sint-Antonius van Paduakerk in Košice, ook "Franciscaner kerk" genoemd, is een kerkgebouw uit de 14e eeuw, dat oorspronkelijk gotisch was maar dat mettertijd in barok stijl werd verbouwd. Het complex bevindt zich samen met het klooster van de Franciscanen aan de Hlavná-straat 89, aan de hoek met de Františkánska-straat. Deze kerk is op één na de langste in Slowakije.

## Naamgeving

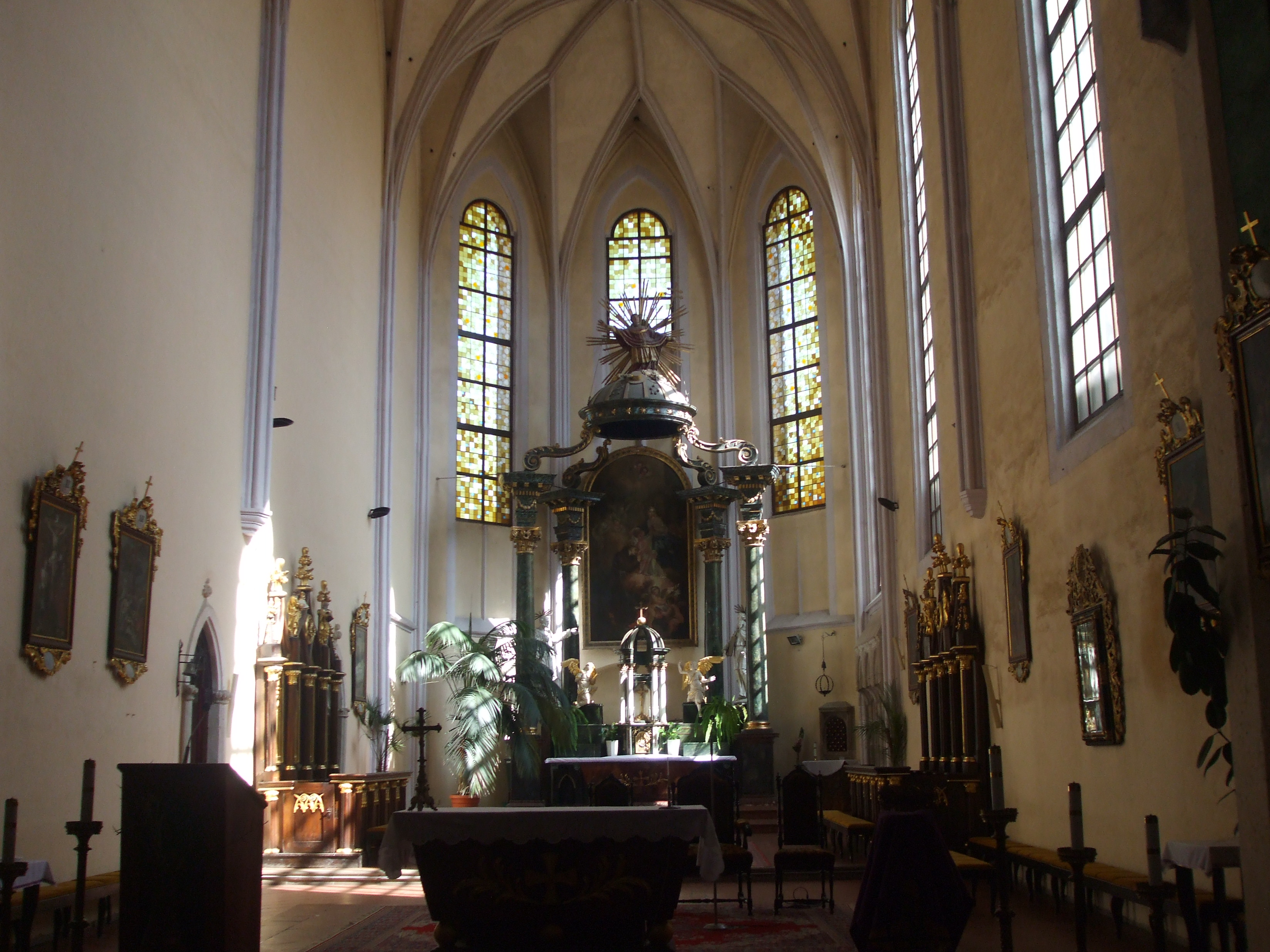
Priesterkoor en hoofdaltaar.

Het gebedshuis staat bekend als Franciscaner kerk, maar ook als "Seminariekerk", omdat ernaast, in de 19e eeuw, een seminarie voor priesteropleiding was opgericht.

Sedert de toewijding van het gebouw aan zijn huidige patroon is de officiële naam: "Sint-Antonius van Paduakerk".

## Geschiedenis
Een zekere familie Perényi  bouwde het godshuis in 1333. Het was slechts in 1405 voltooid en werd toegewijd aan de heilige Nicolaus.
Tijdens de grote brand van de stad in 1556 werd ook deze kerk door het vuur geteisterd.
In 1597 bezetten Turkse strijdkrachten de naburige stad Eger en haar omgeving. Het aantal katholieke kerkgebouwen werd in het bezet gebied zeer sterk verminderd: zo ook in Košice. Tijdens de ongeregeldheden was in Košice de Sint-Antonius van Paduakerk de enige in dienst zijnde katholieke kerk. Alleen het priesterkoor en de sacristie -die van het schip afgesloten werden- bleven nog in gebruik. Vanaf de bezetting dienden ze als bisschoppelijke « kathedraal » voor het bisdom Eger, terwijl het schip gebruikt werd als wapenopslagplaats.
Rekening houdende met de ongunstige omstandigheden verlieten de Franciscanen in het jaar 1600 de stad.
Omstreeks 1634 begon de plaatselijke bevelvoerder met de hoogste graad, graaf Štefan Nyári, pogingen te ondernemen om de Franciscanen opnieuw een plaats te geven in Košice en zeventien jaar later, in 1651, kwamen ze effectief terug. In de kerk gebruikten de geestelijken aanvankelijk alleen de kapel die aan Sint-Antonius van Padua was toegewijd. Het overblijvende deel van het bedehuis werd pas in gebruik genomen vanaf 1668, toen op bevel van keizer Leopold I het wapendepot werd verwijderd. Het gebruik als plaatsvervangende kathedraal eindigde drie jaar later, in 1671. Pas in 1718 kon de restauratie van de vervallen kerk met de hulp van bouwmeester Tomáš Tornyossy en beeldhouwer Šimon Griming een aanvang nemen. De wederopbouw duurde tot 1724. Het schip en de gevel kregen toen een barok uitzicht. Alleen het priesterkoor en de reliëfs boven de ingangspoort bleven in de gotische stijl.
In 1760 werd een nieuw hoofdaltaar geplaatst, maar de kerk bleef niet lang ongeschonden want in 1779 werd ze nogmaals geteisterd door een brand. De nieuwe reconstructie nam vier jaar in beslag. Gedurende deze episode gelastte keizer Jozef II de bedelopdrachten af.
Na de oprichting van het bisdom Košice in 1804, werd naast de kerk een seminarie opgericht.
Tijdens de renovatiewerken aan de Sint-Elisabethkerk, in de tweede helft van de 19e eeuw, kon de kathedraal van Košice niet als dusdanig fungeren. Bijgevolg kende de Sint-Antonius van Paduakerk in die periode opnieuw een tijdelijk gebruik als kathedraal.

## Meubilair

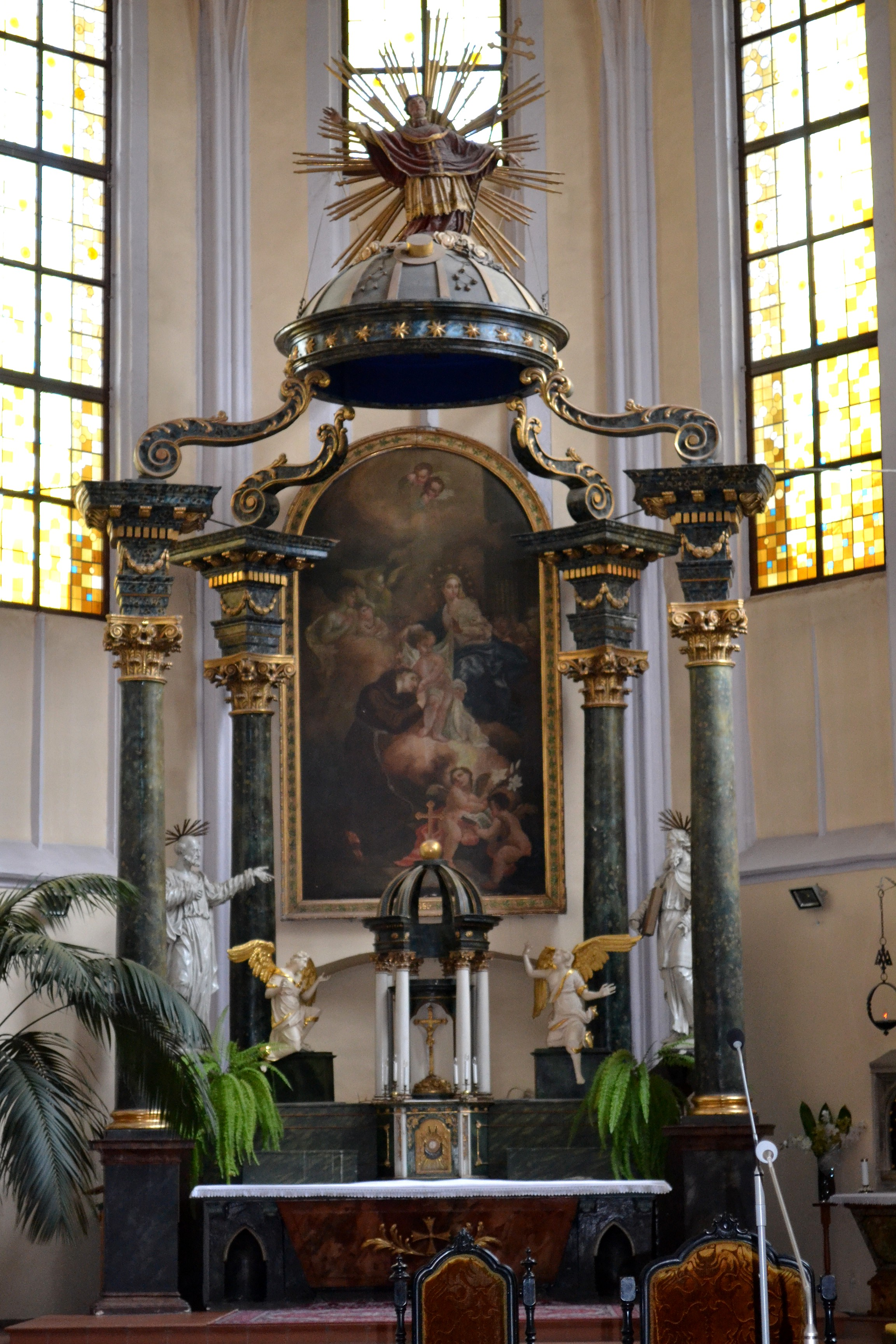
Aan het hoofdaltaar uit 1760 prijkt een groot schilderij van de Oostenrijkse schilder Michelangelo Unterberger (°1695), waarop een voorstelling van de Maagd Maria met Jezus te zien is. Aan de zijkanten ziet men beelden van Petrus en Paulus.

De uitrusting van de kerk dateert van het begin van de 18e eeuw.

### Schip en koor
Het schip is versierd met schilderijen van de Weense schilder Wretlund, die het volgende voorstellen:
- vier kerkvaders,
- de kroning van de Maagd Maria,
- het doopsel van Christus.

Aan het Rococo-hoofdaltaar uit 1760 prijkt een groot schilderij van de Oostenrijkse schilder Michelangelo Unterberger (1695-1753 of 1758), waarop een voorstelling van de Maagd Maria met Jezus te zien is. Aan de zijkanten ziet men beelden van Petrus en Paulus.
Tegen de noordelijke en de zuidelijke muur staan zeven zijaltaren uit de 18e eeuw :
- het altaar van Sint-Petrus van Alcantara (1499-1562), aangevuld met een beeld van Sint-Stephanus, Sint-Ladislaus, en Sint-Petra,
- het barok altaar van de Heilige Familie, versierd met beelden van Sint-Stephanus en Sint-Ladislaus, maar bovendien met een beeld van Sint-Rozalia en een onbekende heilige,
- het altaar van de Moeder van Zeven Smarten,
- een laatbarok altaar van het Heilig Kruis,
- het altaar van de Maagd Maria met een beeld van God de Vader, gemaakt in de Rococo-periode,
- het altaar van Johannes Nepomucenus met een reliëfscène en een sculptuur van de Heilige Drie-eenheid.

De decoratie van de kerk werd aangevuld met andere barok- en laatbarok schilderijen en beelden.

### Grafstenen
Er zijn verscheidene grafstenen in het godshuis:
- bisschop Benedict Kisda (1660), werd begraven in een crypte, onder de vloer van het priesterkoor,
- de marmeren doodskist van J. Renaud en zijn zoon, versierd met beelden van engelen,
- het graf van generaal J. G. Sterdhal (1740),
- het graf van G. Megyeri (1662), F. Flachenfeld (1758), C. G. Engelhart (1767) en Ch. J. Schweyer (1767).
- de graven van leden van de Franciscanenorde.

## Architectuur

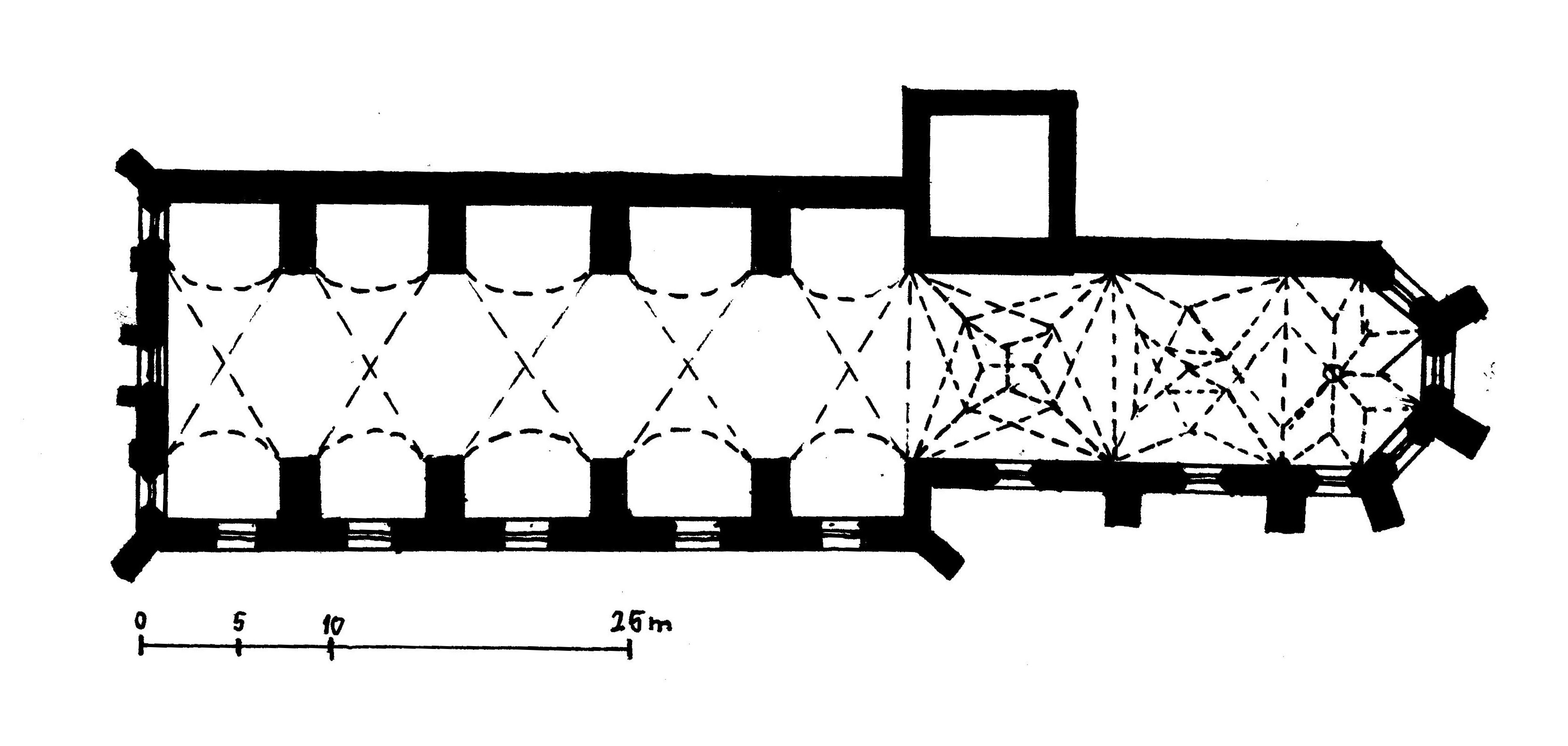
Plattegrond. De kerk heeft een betrekkelijk smal schip in verhouding tot haar lengte.

De kerk bevindt zich aan de zuidkant van het klooster en is traditioneel georiënteerd : het hoofdaltaar naar het oosten gericht. 
Het priesterkoor is afgewerkt met een veelhoekige gotische koorsluiting.

### Vensters
De gotische ramen zijn eenvoudig opgevat.
De vensters van het priesterkoor zijn verfraaid met ongeknutseld glas-in-lood. De ramen zijn er kleiner dan in het schip en het raam boven het altaar heeft slechts een halve hoogte.

### Schip
Het schip lag oorspronkelijk 3 tot 4 meter hoger. In de 18e eeuw werd het verbouwd in barok stijl. Er werden zijkapellen toegevoegd (vier aan de zuidkant en drie aan de noordkant), die door een bogengalerij met het schip verbonden werden. Het schip is betrekkelijk smal en is overdekt met een tongewelf. De bogen worden ondersteund door pilaren met Korinthische kapitelen.

### Exterieur
De kerk is met haar lengte van 61,5 meter de tweede langste in Slowakije, na de Sint-Maartenkathedraal (70 meter) in de hoofdstad Bratislava.
De top van de voorgevel wordt begrensd door een driehoekig timpaan waarin een jaardicht  met jaartal 1719 voorkomt : « Consp ICIte progre DItVr gVasI oVora MarIa ».
Dit jaartal verwijst vermoedelijk naar de restauratiewerken onder leiding van Tomáš Tornyossy.
Het centrale deel van de voorgevel is verfraaid met ovale vensters.
Boven de hoofdingang ziet men een portaal onder een barok baldakijn uit de 14e eeuw. Het is begrensd door pilaren en vertoont een gotisch reliëf dat de kruisiging op de Calvarieberg voorstelt.
De sculpturen op de gevel zijn het werk beeldhouwer Simon Grimming die vanaf 1718 meewerkte aan de renovatie.
In een nis ziet men:
- net onder het timpaan, een Mariabeeld uit 1720,
- boven de ingang, rechts, een beeld van Sint-Antonius van Padua. Aan de linkerkant ziet men op gelijke hoogte een beeld van Franciscus van Assisi.

### Toren
De toren heeft een vierkante plattegrond. Hij is volgens de plaatselijke gebruiken aan de noordelijke muur van de kerk gebouwd en heeft zes verdiepingen.

## Varia
Tijdens een onderzoek dat in de jaren 1980-1981 door het Slowaaks Instituut voor Monumentenzorg werd georganiseerd, ontdekte men:
- twee reliëfs: het ene met de geseling van Christus en het andere met de kroning als motief,
- aan de zuidkant van het schip een portaal van een voormalige zijingang, die dichtgemetseld was in de 17e eeuw.

## Illustraties

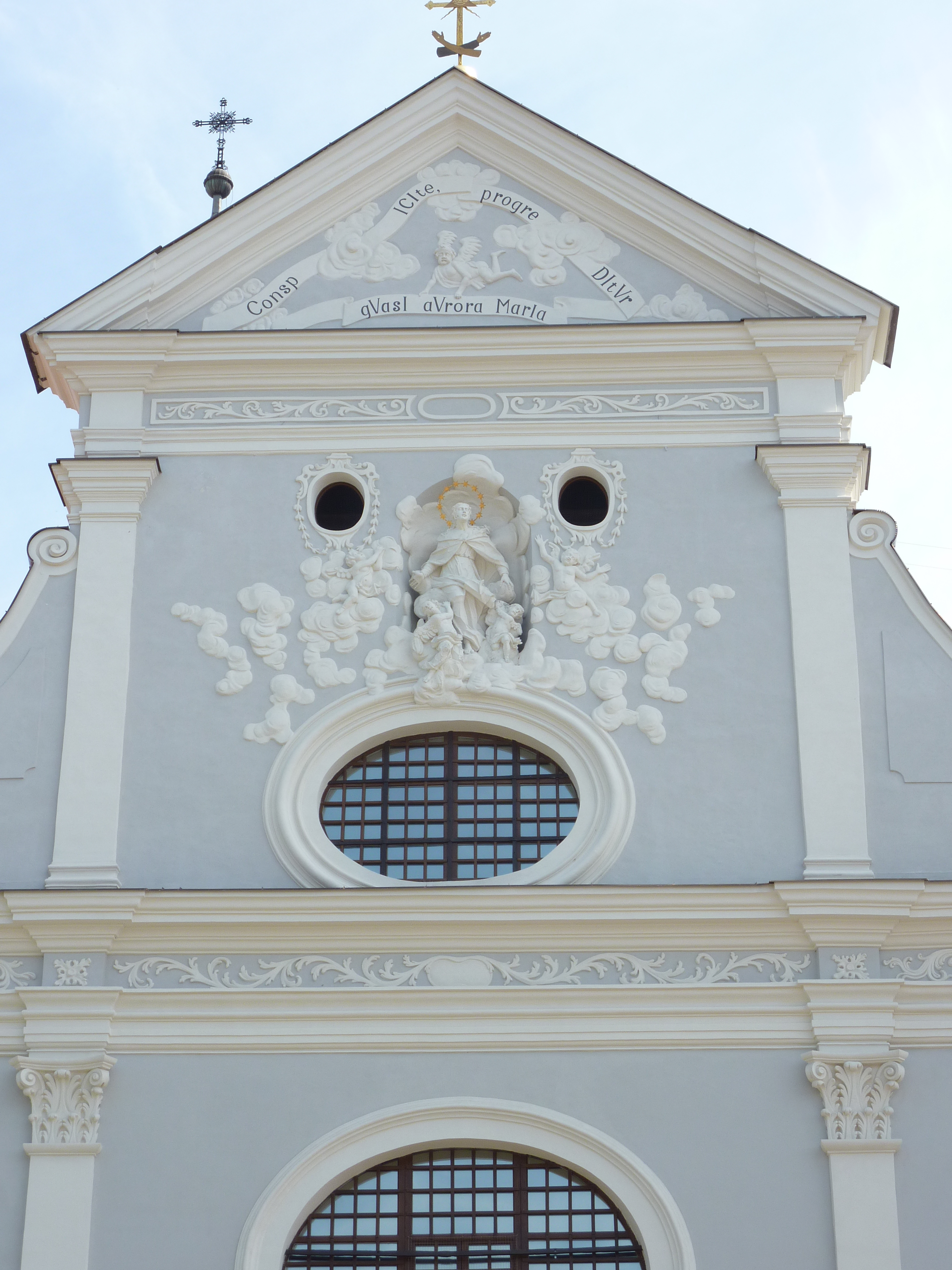
Timpaan met jaardicht. Ovale vensters in de voorgevel.
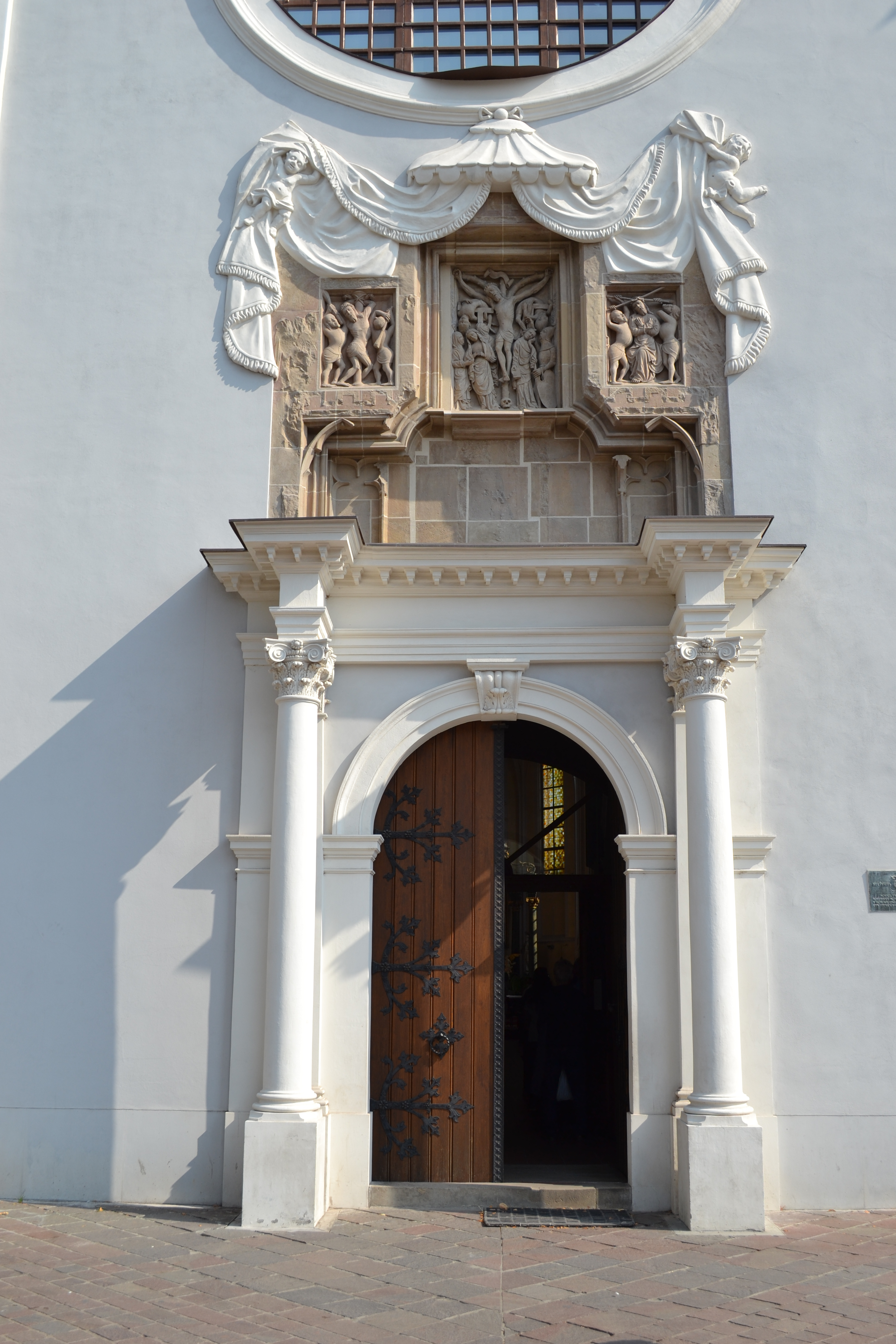
Het portaal boven de hoofdingang, onder een barok baldakijn, verbeeldt de kruisiging op de Calvarieberg.
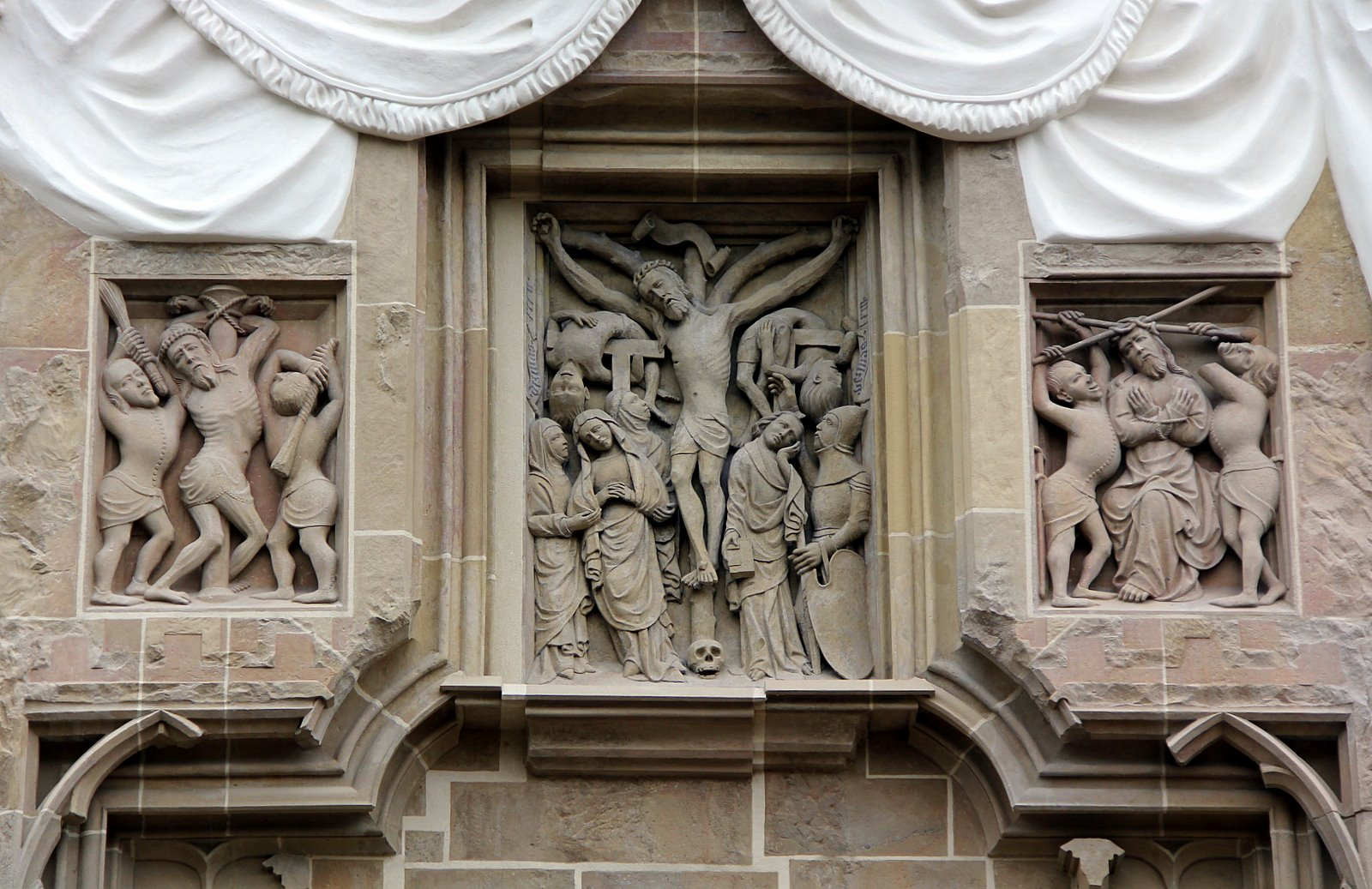
Kruisiging op de Calvarieberg, de geseling van Christus en de plaatsing van de doornenkroon.